# Anjana
Anjana (Cantabrisch: anhana; Spaans: anxana; jana: een woord voor heksen in de Middeleeuwen) zijn een van de meest bekende soorten feeën van Cantabrische mythologie. 
Deze vrouwelijke feeën pareren de wrede en meedogenloze Ojáncanu (een cycloop). In de meeste verhalen zijn ze de goede feeën van Cantabrië. Ze zijn gul en beschermen alle mensen. Hun voorstelling in de Cantabrische mythologie doet denken aan de Xanas in Asturië, de Janas in León, en Lamias in Baskenland.
Sommige tradities zeggen dat ze hemelse wezens zijn, die door God zijn gestuurd om goede daden te doen. Na 400 jaar gaan ze terug naar de hemel en komen ze nooit meer terug. Andere tradities geven aan dat zij geesten van bomen zijn die voor de bossen zorgen.
Anjana worden omschreven als mooi en delicaat, een halve meter hoog met een witte huid en een zoete stem. Sommige zijn als een nachtegaal als ze blij zijn, anderen zijn als een kever op herfstbladeren. Hun ogen zijn scheef, sereen en liefdevol. Ze hebben zwarte of blauwe pupillen, zo helder als de sterren. Ook hebben ze bijna transparante vleugels. Ze dragen lange zwart of gouden vlechten die zijn versierd met veelkleurige zijden strikken en linten, een mooie kroon van wilde bloemen op hun hoofd en een blauwe cape op een lange dunne witte tuniek. Ze dragen een stok van riet of meidoorn. Deze stok schijnt elke dag van de week in een andere kleur.
Ze worden gezien als ze door het bos lopen, of rusten op de oevers van meren en aan de rand van stromen die vervolgens tot leven lijken te komen. Ze zijn in staat met het water van de bronnen en meren te praten. Ze helpen gewonde dieren en bomen die zijn beschadigd door stormen of Ojáncanu. Ook helpen ze mensen die hun weg kwijt zijn in het bos, en armen. Als ze dwalen in dorpen, laten ze bij de deuren van behulpzame en vriendelijke mensen cadeaus achter. Als ze om hulp worden gevraagd, doen ze dit als de vrager goed van hart is, maar ze straffen de goddelozen.
Tradities stellen dat ze zich 's nachts tijdens de lente-equinox verzamelen in de heuvels en dansen tot het ochtendgloren, hand in hand. Ze verstrooien rozen. Iedereen die erin slaagt om een roos met paarse, groene, blauwe of gouden bloemblaadjes te vinden, zal blij zijn tot het moment van zijn dood.
Andere Cantabrische feeën zijn de Hechiceras del Ebro, de Mozas del Agua, de Viejuca de Vispieres, de Anjanas Treceño in Las Moras de Carmona en de Ijanas del Valle de Aras.

## Kerstmis
Anjanas komen naar de dorpen van de regio tijdens de nacht van 5 januari, met de bedoeling om kinderen een verscheidenheid van speelgoed en cadeautjes te geven. Dit gebeurt eens in de vier jaar, meestal bij arme gezinnen. 